# 和平橋 (尼亞加拉河)
和平橋（英語：Peace Bridge）是一條連接加拿大安大略省與美國紐約州的國際大橋，離尼亞加拉瀑布上游約20（12.4英里），跨越尼亞加拉河連接東端美國的水牛城和西端加拿大的伊利堡，由水牛城與伊利堡公共橋樑委員會（Buffalo and Fort Erie Public Bridge Authority）營運。大橋由五座拱橋和一座帕克桁架橋連貫而成，全長5,800英尺（1,768）。這橋命名作「和平」，以紀念加拿大與美國停戰一百年。

## 歷史
1925年8月6日，國際聯合委員會（International Joint Commission）批准興建一條連接水牛城與伊利堡的橋樑。由於尼亞加拉河受到尼亞加拉瀑布影響，水流非常急（平均時速約每小時19公里）此橋被喻為非常難以興建。
1925年尾，此橋開始興建，並於1927年初完工。於1927年6月1日，和平橋正式投入服務。開幕儀式則於同年8月7日舉行，超過十萬人參加。
和平橋迄今約80年，由於橋樑沒有妥善維修的關係，紐約州交通部稱和平橋是州內最危險橋樑的其中之一，需即時維修。

## 連接交通
和平橋在加拿大端駁上伊利沙伯皇后道；此橋為伊利沙伯皇后道的終端。在美國方面，190號州際公路的9號出口連結此橋。

## 外部連結
- 水牛城與伊利堡公共橋樑委員會網站（页面存档备份，存于）
- Structurae数据库中Peace Bridge的数据